# そよかぜ型巡視艇
そよかぜ型巡視艇（そよかぜがたじゅんしてい、英語: Soyokaze-class patrol craft）は、海上保安庁の港内艇（1957年（昭和27年）に巡視艇と改称）の船級。区分上はCL型、公称船型は15メートル型。

## 来歴
1948年（昭和23年）5月1日、連合国軍占領下の日本において洋上警備・救難および交通の維持を担当する文民組織として、当時の運輸省（現在の国土交通省）外局として海上保安庁が設立された。設立当初の海上保安庁が有する船艇は、いずれも第二次世界大戦の生き残りや戦時中に急造されたものであり、戦後の整備不十分もあり、業務遂行上の態勢が整っているとは言いがたい状況だった。
このことから、創設翌年の昭和24年度で約6億円の予算が認められて、海上保安庁は初めて新造船艇を建造することになった。しかし極東委員会の意向を受けて、巡視船については性能と保有量に厳しい制限が課せられていた。このことから、その制限の枠外となる港内艇により、基地周辺の制限沿海海域において巡視船を補完することが構想された。これに基づいて建造されたのが本型である。
設計は南国特殊造船によって行われ、造船所各社の設計者を加えた海上保安庁船舶設計審議会の舟艇分科会で審議を受けたのち、おおむね認められて、昭和24年度計画に盛り込まれた。本型は戦後日本初の軽構造木船であり、また日本では前例のない警備救難用小型艇でもあったことから、まず南国船舶所有の実験艇として「はつかぜ」を建造したのち、この設計に準じて量産が進められることになった。

## 設計
制限が厳格な巡視船よりも優れた速力が求められたことから、海上平穏なときには15ノットを発揮するよう要請された。しかし一方で、区分上は港内艇であり、また当時入手しうる機関の性能からしても、艇の大きさは制限されざるをえなかった。また上記のような経緯から、荒天時でも洋上に留まって哨戒に従事し、更には暴風雨のなかでも海難救助にあたることができる堪航性や、岩礁など危険物が散在する海でも自由に操船できる運動性も必要となった。この要求を満たすため、船体は全長15メートル級、設計は大日本帝国海軍の18メートル型魚雷艇が参考とされた。没水部船型はV型とされた。
船体は艇首から、倉庫、トイレ、乗組員室、通信卓・烹炊所、操舵室、機関室、便乗者室（後部キャビン）で構成される。なお後部キャビンは開放式だったが、救難時の浸水を教訓として廃止された。またレーダーの搭載や、操舵所やマストなどの改造を受けた艇もあった。
当時、高速エンジンの国内生産が停止されていたことから、主機関としては、アメリカ軍が放出したグレーマリン・ディーゼルエンジンの中古品を再生して搭載することになった。リファビッシュ品であったにもかかわらず目立った故障もなく、予想以上の好成績であった。主機関のほかに、1kWと500Wの発電機を各1基と、12Vの蓄電池を搭載した。
この時期の巡視船艇は占領軍からの介入が多く、海保の思い通りの設計が難しいことが多かったが、本型は制限外船艇として思い切った設計が可能であり、戦後日本の業務用軽構造艇の嚆矢となった。高速を出すと船底を波面で叩くという欠点は指摘されたものの、荒天時にも堪航性・運動性に優れ、乗員からの信頼が強かった。このためもあり、基本設計は同一のままで船質や艤装を変更しつつ、昭和50年度計画まで39隻が建造された。

## 同型船一覧
昭和24年度計画で10隻が建造されたほか、本型のための実験船として建造された「はつかぜ」も1949年12月23日に海上保安庁に買い上げられて、巡視艇として編入された。また1954年5月1日に一括して番号が振り直された。
| 計画年度          | #             | 船名     | 建造             | 竣工           | 解役           |
| ----------------- | ------------- | -------- | ---------------- | -------------- | -------------- |
| 昭和24年          | CL-01 → CL-03 | そよかぜ | 南国特殊造船     | 1949年9月15日  | 1972年9月22日  |
| 昭和24年          | CL-02 → CL-05 | おきかぜ | 南国特殊造船     | 1949年10月3日  | 1975年1月6日   |
| 昭和24年          | CL-03 → CL-08 | うみかぜ | 南国特殊造船     | 1949年11月2日  | 1971年9月25日  |
| 昭和24年          | CL-04 → CL-11 | かわかぜ | 南国特殊造船     | 1949年11月19日 | 1974年2月5日   |
| 昭和24年          | CL-05 → CL-06 | やまかぜ | 横浜ヨット製作所 | 1949年10月3日  | 1973年12月10日 |
| 昭和24年          | CL-06 → CL-07 | みねかぜ | 横浜ヨット製作所 | 1949年10月20日 | 1972年11月8日  |
| 昭和24年          | CL-07 → CL-09 | のかぜ   | 横浜ヨット製作所 | 1949年11月8日  | 1974年12月2日  |
| 昭和24年          | CL-08 → CL-12 | たにかぜ | 横浜ヨット製作所 | 1949年11月22日 | 1974年11月5日  |
| 昭和24年          | CL-09 → CL-04 | さわかぜ | 墨田川造船       | 1949年9月28日  | 1974年10月19日 |
| 昭和24年          | CL-10         | ぬまかぜ | 墨田川造船       | 1949年11月10日 | 1972年9月2日   |
| 南国船舶 より購入 | CL-11 → CL-13 | はつかぜ | 南国特殊造船     | 1949年7月8日   | 1973年12月3日  |